# Maigret i starsza pani

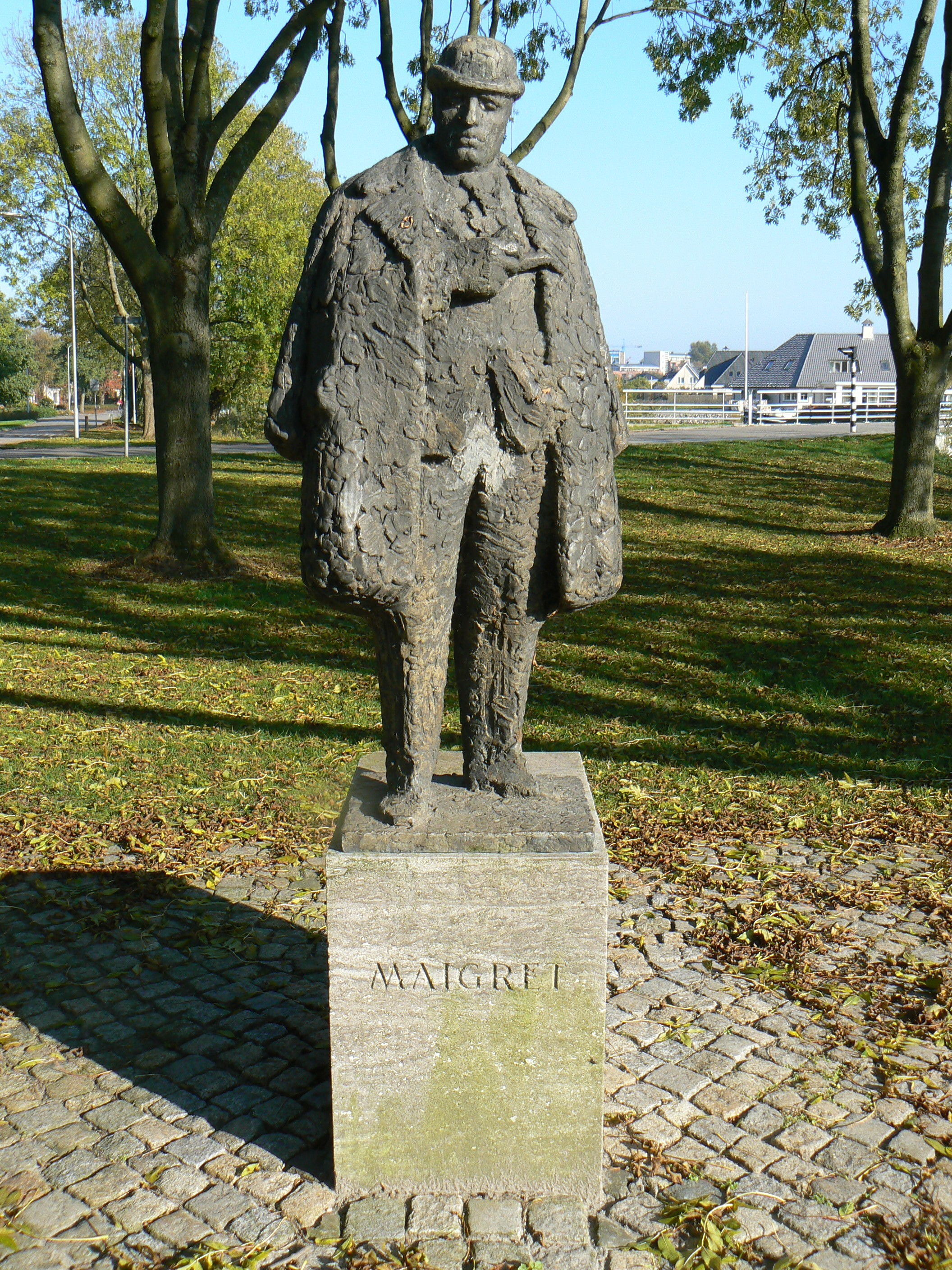
Komisarz Maigret

Maigret i starsza pani (franc. Maigret et la vieille dame) – powieść detektywistyczna belgijskiego pisarza Georges’a Simenona opublikowana w 1951 roku, której bohaterem jest komisarz Jules Maigret. Pierwsze polskie wydanie ukazało się  w 1968 roku nakładem wydawnictwa „Czytelnik” w serii Z jamnikiem.

## Fabuła
Komisarz Maigret udaje się poza Paryż, by rozwiązać zagadkę śmierci służącej. Na komisariacie policji przy Quai des Orfevers pojawia się wdowa, Walentyna Besson, która obawia się o własne życie. Twierdzi, że jej służąca, Róża, została pomyłkowo zamordowana. Truciznę, którą otruto Różę, rozpuszczono w szklance z lekarstwem na sen, przepisanym Walentynie Besson. W dniu morderstwa, twierdząc, że mikstura jest zbyt gorzka i że możliwe, że dodała zbyt wiele kropel lekarstwa, wdowa wyjątkowo nie wypiła całej szklanki, ale zrobiła to po kryjomu służąca. Trochę wcześniej z tą samą sprawą do ministra zwraca się pasierb wdowy, Karol. Komisarz Maigret przyjeżdża na kilka dni do małej francuskiej nadmorskiej miejscowości Etretat i przeprowadza śledztwo, doprowadzając do ujęcia mordercy.